# Chiesa di Santo Stefano (Martellago)
La chiesa arcipretale di Santo Stefano è il principale luogo di culto di Martellago, nella città metropolitana di Venezia. Rientra nel vicariato di Mirano all'interno della diocesi di Treviso.

## Storia
La chiesa viene citata nella bolla Justis fratrum di papa Eugenio III del 3 maggio 1152, nella quale sono annoverate le pievi comprese nella diocesi di Treviso (plebem de Martiliago cum pertinentiis suis). Già nel XII secolo aveva giurisdizione sulle cappelle di Maerne, Robegano, Peseggia e Cappella, come viene riportato dal Quaternus decimæ generalis impositæ contra Turcos anno 1330.
L'attuale edificio fu costruito verso la fine del XVIII secolo: i lavori di fabbricazione della nuova chiesa iniziarono nel 1770 su disegno degli architetti Pietro Checchia di Venezia e Andrea Zorzi di Treviso, e venne consacrata il 21 settembre 1777 dal vescovo di Treviso Paolo Francesco Giustiniani.

## Descrizione

### Arte e architettura

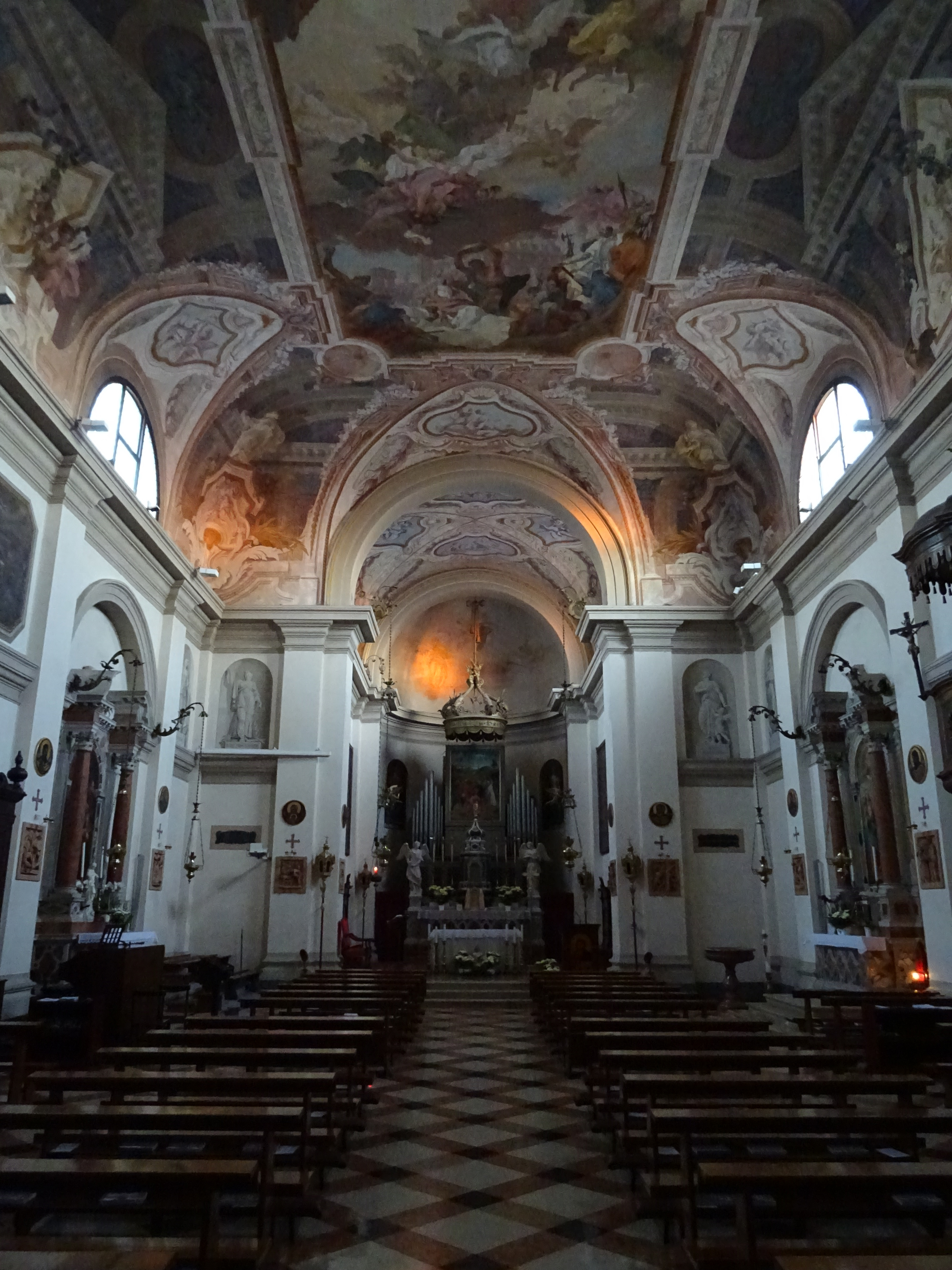
Interno

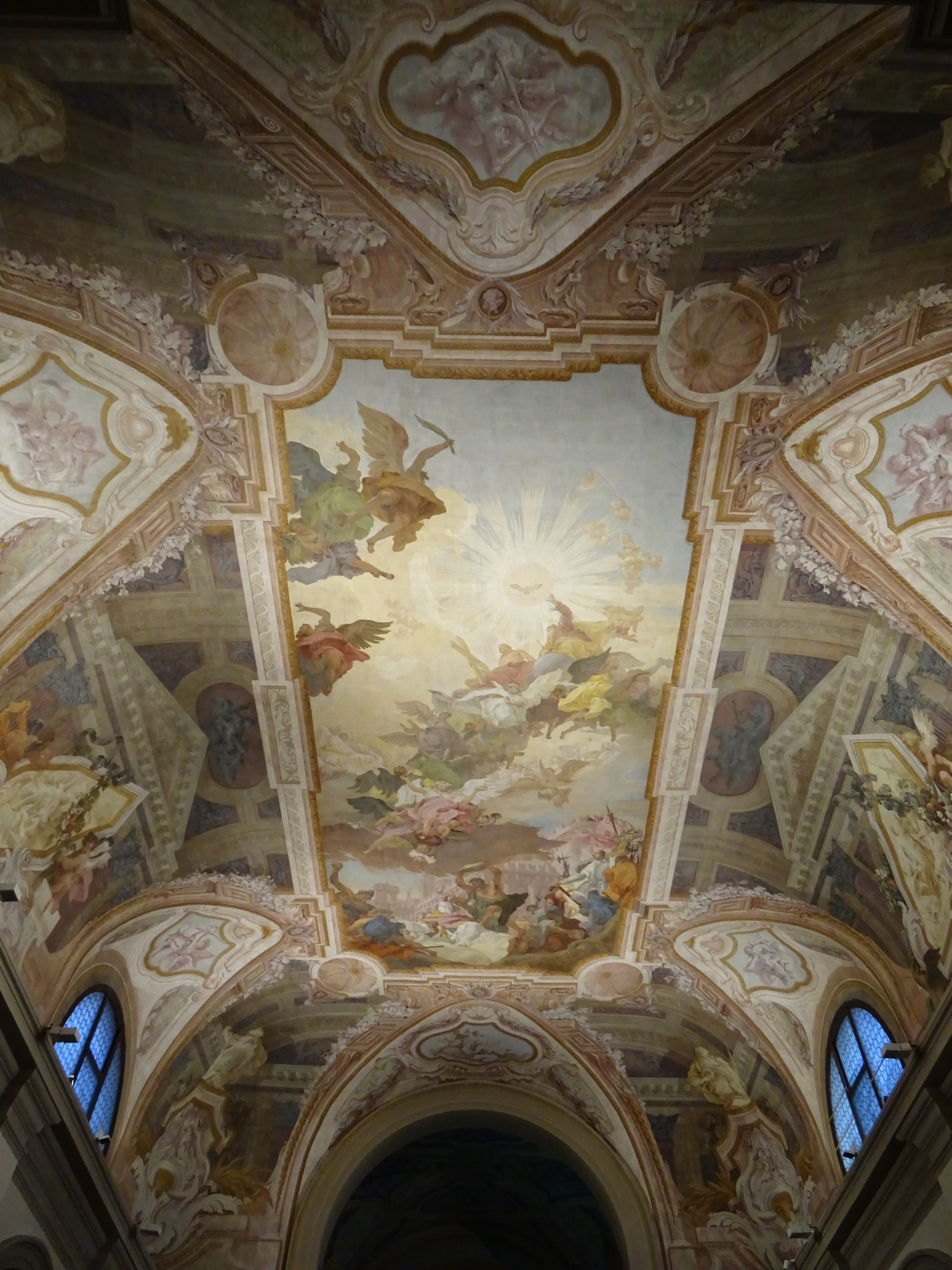
La volta affrescata

All'interno si può ammirare il soffitto della navata centrale affrescato tra il 1778 e il 1780 da Giovan Battista Canal raffigurante il Martirio di Santo Stefano, nonché gli attigui affreschi di Domenico Fossati dello stesso periodo, il quale ha incorniciato con dei rigogliosi e alquanto originali fregi l'affresco centrale. Tali affreschi costituiscono forse l'opera migliore del maestro, sia per la vastità che per la complessità della composizione, con le edicolette circolari a cupola negli angoli e i colonnati corinzi che danno l'illusione di uno slancio verso l'infinito. Tra i due altari laterali dedicati a san Valentino con pala di Eugenio Pini del 1652 e alla Madonna del Rosario con pala di Lattanzio Querena del 1824, da notare il pregevole affresco in chiaroscuro dipinto nel 1912 da Antonio Beni. Di fronte è posizionato il pulpito, ivi collocato nel 1821, costruito dal falegname friulano Antonio Piai e decorato dal veneziano Giacomo Tagliapietra.
Posto sopra la porta d'ingresso lato canonica, tra gli altari dedicati a sant'Antonio con pala di Giovanni Bevilacqua del 1835 e ai Sacri Cuori di Gesù e Maria pala ottocentesca di Domenico Vicari. Gli arredi e i marmi del presbiterio sono originari della chiesa di San Marcuola a Venezia, acquistati prima della ristrutturazione della chiesa veneziana operata dal Massari. Tra le pale d'altare, merita una particolare attenzione quello dell'altare maggiore: il Martirio di Santo Stefano di Francesco Bissolo, un olio su cinque tavole lignee del XVI secolo. Nelle nicchie del coro sono esposte le due tele di Giovanni Bevilacqua, La Fede e La Speranza del 1834. Da vedere anche i due "telèri" posti ai lati del presbiterio: La nozze di Cana di Agostino Ridolfi e il Miracolo di San Domenico di Guzmàn di Pietro Damini, entrambi dipinti nel Seicento. Interessanti anche le XIV stazioni della Via Crucis realizzate in terracotta con bassorilievi da Lino Bottacin nel 1944.
L'attuale pavimentazione in marmo a tre colori opera realizzata da Giacomo Spiera di Venezia, risale al 1869 e la notizia della conclusione dei lavori, venne pubblicata sul giornale Veneto Cattolico del 9 ottobre 1869.

### Organo a canne
Nell'abside della chiesa si trova l'organo a canne Mascioni opus 425, costruito nel 1930. Lo strumento è a trasmissione elettrica e conta 23 registri; la sua consolle ha due tastiere di 61 note ciascuna e pedaliera concavo-radiale di 32 note.

### Campanile
Da segnalare il campanile la cui costruzione iniziò nel 1609, come riporta una piccola lapide marmorea, tuttora presente sopra la porta d'ingresso della torre campanaria. Fu poi terminato, utilizzando anche il materiale di risulta della demolizione della chiesa di Robegano, nel 1621 anno in cui furono issate le campane. Attualmente, le quattro campane sono quelle rifuse dalla ditta Francesco De Poli di Vittorio Veneto (TV) nel 1977, mentre il campanello risale al 1886.

### Canonica
La Canonica è certamente uno degli edifici più antichi di Martellago, prova certa è data dalle recenti testimonianze rinvenute sotto l'intonaco della vecchia sala adibita a cucina, emerse dopo il restauro conservativo del 2008. Inoltre il grande arco a sesto acuto sorretto da due colonne in cotto con due piccole nicchie laterali a triloba del XIV secolo.